# Keyon Ewurum
Keyon Ewurum (Santa Venera, 20 de abril de 2007) es un futbolista maltés que juega en la demarcación de centrocampista para el Valletta FC de la Premier League de Malta.

## Selección nacional
Tras jugar en las categorías inferiores de la selección, finalmente hizo su debut con la selección absoluta de Malta el 7 de junio contra Lituania en un partido de clasificación para la Copa Mundial de Fútbol de 2026 que finalizó con un resultado de empate a cero.

## Clubes
| Club        | País  | Año   | Partidos | Goles |
| ----------- | ----- | ----- | -------- | ----- |
| Valletta FC | Malta | 2023- | 31       | 2     |